# 李国民
李国民（？—），中华人民共和国电影导演，长春电影制片厂原党委书记、厂长，中国电影家协会原副主席。